# Ежево (гмина)
Ежево (пол. Jeżewo) — сельская гмина (волость) в Польше, входит как административная единица в Свецкий повет, Куявско-Поморское воеводство. Население — 7734 человека (на 2004 год).

## Соседние гмины
1. Гмина Драгач
2. Гмина Джицим
3. Гмина Осе
4. Гмина Свеце
5. Гмина Варлюбе